# Предвзятость американской полиции к чернокожим водителям
Driving while black, DWB (с англ. — «вождение в чёрном состоянии», игра слов по аналогии с «driving while intoxicated» (с англ. — «вождение в нетрезвом состоянии») — расовый эффект, касающийся афроамериканских водителей. Данный эффект выражается в том, что автомобилист негроидной расы будет с большей вероятностью, нежели представитель белых американцев, остановлен полицейскими на дороге. Эффект «вождения в чёрном состоянии» подразумевает, что темнокожий автомобилист будет остановлен полицией на дороге именно из-за его цвета кожи, а не из-за явных нарушений правил дорожного движения.

## История появления термина
Изначально фраза «driving while black» возникла в публичной и частной сфере обсуждений, как характеристика расовой тенденции, в связи с которой водителей-афроамериканцев останавливают на дороге чаще, чем водителей, представляющих субэтнос «белых американцев».
Термин стал использоваться всё чаще и чаще в 1990-х годах, в особенности, когда появилась информация, что американские полицейские проверяют афроамериканцев на дорогах значительно чаще, чем остальных водителей, с целью остановить распространение наркотиков. Примерами того, что данное предположение о расовой предубеждённости существовало и существует, могут служить записи с инструктажей полицейских в Нью-Джерси. На данных записях заметно, что полицейских призывают чаще останавливать и проверять темнокожих водителей, поскольку те якобы с большей вероятностью могут перевозить и распространять наркотики и прочие запрещённые предметы.

## Научные исследования

### По всем штатам
В 2019 году исследователи из Стэнфордского университета, в рамках проекта Stanford Open Policing Project, внимательно изучили эффект предвзятости полиции по отношению к афроамериканским водителям. Для того чтобы проанализировать, действительно ли у американских полицейских есть предрасположенность останавливать темнокожих водителей чаще и без конкретных причин, они собрали информацию по приблизительно 100 миллионам случаев остановки транспортных средств в период с 2011 по 2017 год. Данные о проверке транспортных средств были зафиксированы дорожными патрулями штатов Калифорния, Иллинойс, Нью-Йорк, Техас и отделениями полиции Нового Орлеана, Филадельфии, Сан-Франциско и Сент-Пола в штате Миннесота.

В результате анализа полученных данных, исследователи пришли к выводу о том, что полиция останавливала и обыскивала машины афроамериканцев и людей латиноамериканской внешности чаще и с меньшими основаниями, чем белых американцев. Более того, в исследовании отмечается, что хотя белых американцев останавливали реже, вероятность нахождения у них запрещённых веществ оказалась несколько выше: 
«Police stopped and searched black and Latino drivers on the basis of less evidence than used in stopping white drivers, who are searched less often but are more likely to be found with illegal items.»

### Штат Иллинойс
В апреле 2003 года сенат штата Иллинойс выпустил постановление, согласно которому сотрудники полиции были обязаны вести статистику всех остановок транспортных средств для досмотра. Данная статистика включала в себя и расовый фактор, поэтому, кроме описания причины остановки, времени и места, сотрудники полиции были обязаны указывать расовую принадлежность водителя. Изначально предполагалось собирать статистику до 2007 года, но впоследствии, постановлением сената штата, сбор данных продлили до 2019 года.
На основе собранной статистики об остановках на дорогах сотрудниками полиции, Американский союз защиты гражданских свобод провёл исследование, результаты которого подтвердили существование эффекта «вождения в чёрном», поскольку водителей афроамериканской и латиноамериканской внешности по статистике останавливали в два раза чаще, чем белых американцев. При этом белые американцы чаще перевозили запрещённые вещества и контрабанду, согласно той же статистике.

### Штат Нью-Джерси
В 1998 году профессор Университета Темпл Джон Ламберт провёл исследование, направленное на выявление влияния расы водителей на частоту остановок полицией для проверки на дорогах. Профессор Ламберт обнаружил, что машины, водителями которых являются афроамериканцы, останавливали в 42 % случаев (на 43000 автомобилей). При этом процент автомобилей, управляемых афроамериканцами, в данном кейсе составил всего лишь 13,5 % из всех участвующих в исследовании.

### Штат Флорида
Согласно статистике остановок транспорта для проверки полицией, Американский союз защиты гражданских свобод сообщил, что в 2014 году темнокожие водители, проживающие во Флориде, были оштрафованы за непристёгнутый ремень безопасности настолько часто, что это составило 22 % от всех правонарушений. При этом, нужно учитывать, что в штате Флорида процент проживающих афроамериканцев составляет лишь 13,5 % от всего населения штата.

## Примеры проявления предвзятости
Многие известные личности, являющиеся представителями афроамериканской части населения США, публично высказывались о том, что сталкивались с расовыми предубеждениями на дороге, в том числе, со стороны полиции.
Сенатор от Южной Каролины Тим Скотт, будучи на тот момент единственным афроамериканцем в сенате, рассказывал о том, что на себе испытывал эффект driving while black. В своей речи перед сенатом он не только приводил примеры из своей жизни, но и отметил, что не знает афроамериканцев, которые не сталкивались бы с такой же проблемой расовых предрассудков на дороге. Он также говорил о том, что данный предрассудок существует именно на базе расы и, конкретно, цвета кожи, вне зависимости от того, насколько человек известен, успешен и влиятелен.
Известная теннисистка Серена Уильямс посвятила пост на Фейсбуке своей озабоченности и даже страху перед эффектом driving while black. Делая отсылку к смерти Сандры Бланд (которая покончила жизнь самоубийством после необоснованного обвинения в дорожном нарушении и последующего задержания), Серена Уильямс выразила страх, что подобное может случиться с её племянником или с ней самой. Немного позднее, издание The New York Times написало статью «‘I Won’t Be Silent’: Serena Williams on the Fear of Driving While Black» об эффекте «вождения в чёрном», базируясь на посте Уильямс.

## Критика
Эффект driving while black не мог не быть поставлен под сомнение, поэтому в 2007 году экономист и социолог Томас Соуэлл опубликовал статью, в которой пытался оспорить существование данной предрасположенности останавливать водителей из-за их принадлежности к негроидной расе. В своей статье он отстаивает идею, что при детальном рассмотрении каждого случая, которые приводятся в работе Хизер Макдональд «Are Cops Racist?», можно понять, что все остановки транспорта были обоснованы нарушениями, а не расой водителя.
В 2012 году другое исследование оспорило эффект driving while black. В работе «Racial differences in speeding patterns: Exploring the differential offending hypothesis» исследователи пришли к выводу, что существование эффекта обусловлено тем, что темнокожие водители склонны к превышению скорости и на практике они нарушают это правило чаще, чем белые американцы.
Ежегодный опрос Police-Public Contact Surveys by the US Bureau of Justice Statistics, проводимый среди американцев об их опыте взаимодействия с полицией, показал, что белые, афро- и латиноамериканцы останавливались полицией с одинаковой частотой в 2002, 2005 и 2008 годах, что может поставить под сомнение существования эффекта driving while black.

## Термин в масс-медиа
Данное выражение распространилось благодаря частому использованию в средствах массовой информации. После 1990 года выражение «driving while black» часто фигурировало как в официальных статистических отчётах, публикуемых в открытом доступе, так и в анекдотах в печатных изданиях.
В 2014 году адвокаты из штата Портленд (США), Мелвин Оден-Орр и Марианн Хайлэнд создали мобильное приложение под одноименным названием «Driving While Black», в котором пользователи могли отмечать посты полиции на карте и предупреждать других водителей о возможных остановках полицией.
Чуть позднее Американский союз защиты гражданских свобод выпустил похожее приложение, но уже под названием «Mobile Justice» (с англ. — «Правосудие на дорогах»), в котором пользователи могли уже не только отмечать посты полиции на дороге или сообщать о потенциальных остановках полицией, но и сразу же сообщать в АСЗГС, если задержания были необоснованными, или права водителей были нарушены во время процедуры остановки автомобиля для проверки документов или во время задержания.